# 資訊傳播學系
資訊傳播學系，（簡稱資傳系），為大學院校中的科系之一，英譯為Department of Information and Communication。
為因應傳播數位化之現況與趨勢，資訊傳播學系為一個跨領域學習的科系，涵蓋新媒體傳播行銷、科技應用與美學設計等整合應用，學習期間視各學校發展特色去專研設計類、程式類、行銷類、媒體類、動畫類等相關組別，培養數位行銷、互動科技、數位設計與數位內容整合的不同才能，以因應全球傳媒快速的發展。

## 系所設立目的
各大院校教育目的有些許不同,但主要都是為了培訓資訊產業、媒體產業與行動通訊產業的通才。

## 臺灣的資訊傳播學系
臺灣目前設有資訊傳播學系的各大學院校有:
- 國立臺灣體育運動大學運動資訊與傳播學系
- 淡江大學資訊傳播學系
- 中國文化大學資訊傳播學系
- 靜宜大學資訊傳播工程學系
- 元智大學資訊傳播學系
- 世新大學資訊傳播學系
- 銘傳大學資訊傳播工程學系
- 真理大學運動資訊傳播學系
- 亞洲大學資訊傳播學系
- 開南大學資訊傳播學系
- 明道大學資訊傳播學系
- 康寧大學資訊傳播學系
- 南臺科技大學資訊傳播系
- 崑山科技大學資訊傳播系
- 高苑科技大學資訊傳播系
- 醒吾科技大學資訊傳播系
- 文藻外語大學數位內容應用與管理系

另外，也有些部份大學的傳播科系、資訊科系的系名不是資訊傳播學系，但課程規劃裡所教的課程內容是走資訊傳播學領域，有以下這些：
- 國立臺灣藝術大學多媒體動畫藝術學系
- 國立臺灣藝術大學圖文傳播藝術學系
- 實踐大學資訊科技與管理學系(台北校區)
- 國立臺北藝術大學新媒體藝術學系
- 致理科技大學資訊管理學系